# Marie Bracquemond
Marie Bracquemond (ur. 1 grudnia 1840, zm. 17 stycznia 1916) – francuska malarka. 
Była częścią pokolenia kobiet impresjonistek. Urodziła się w Morlaix w Bretanii. Zaczęła malować, kiedy jej rodzina przeniosła się do Paryża. Była studentką Ingresa i jej wczesne prace są pod jego wpływem. W przeciwieństwie do Mary Cassatt, Berthe Morisot i Evy Gonzalès, Bracquemond była najmniej znaną z tej grupy artystek. Jej prace ukazują domowe sceny, tak jak obrazy Cassatt i Morisot. Mimo że wystawiała często w latach 70. i 80. XIX wieku, zazdrość jej apodyktycznego męża Feliksa spowodowała, że przestała malować około 1890 roku.